# Ligament tarso-métatarsien plantaire
Les ligaments tarso-métatarsiens plantaires sont huit ligaments des articulations tarso-métatarsiennes situées dans le pied.

## Description
Les ligaments tarso-métatarsiens plantaires sont constitués de bandes longitudinales et obliques, disposées avec moins de régularité que les ligaments tarso-métatarsiens dorsaux.
Les trois premiers unissent la face plantaire du cunéiforme médial aux faces plantaires des bases des premier, deuxième et troisième métatarsiens.
Un quatrième unit la face plantaire du cunéiforme intermédiaire à la face plantaire de la base du deuxième métatarsien.
Les deux suivants unissent la face plantaire du cunéiforme latéral aux faces plantaires des bases des troisième et quatrième métatarsiens.
Les deux derniers relient la face plantaire de l'os cuboïde aux faces plantaires des bases des quatrième et cinquième métatarsiens.
Ceux des premier et deuxième métatarsiens sont les plus forts.